# التسلسل الزمني لتاريخ سوريا العثمانية
فيما يلي التسلسل الزمني لتاريخ سوريا العثمانية حيث أن أجزاء من مناطقها كانت تحت الحكم العثماني.

## القرن 16

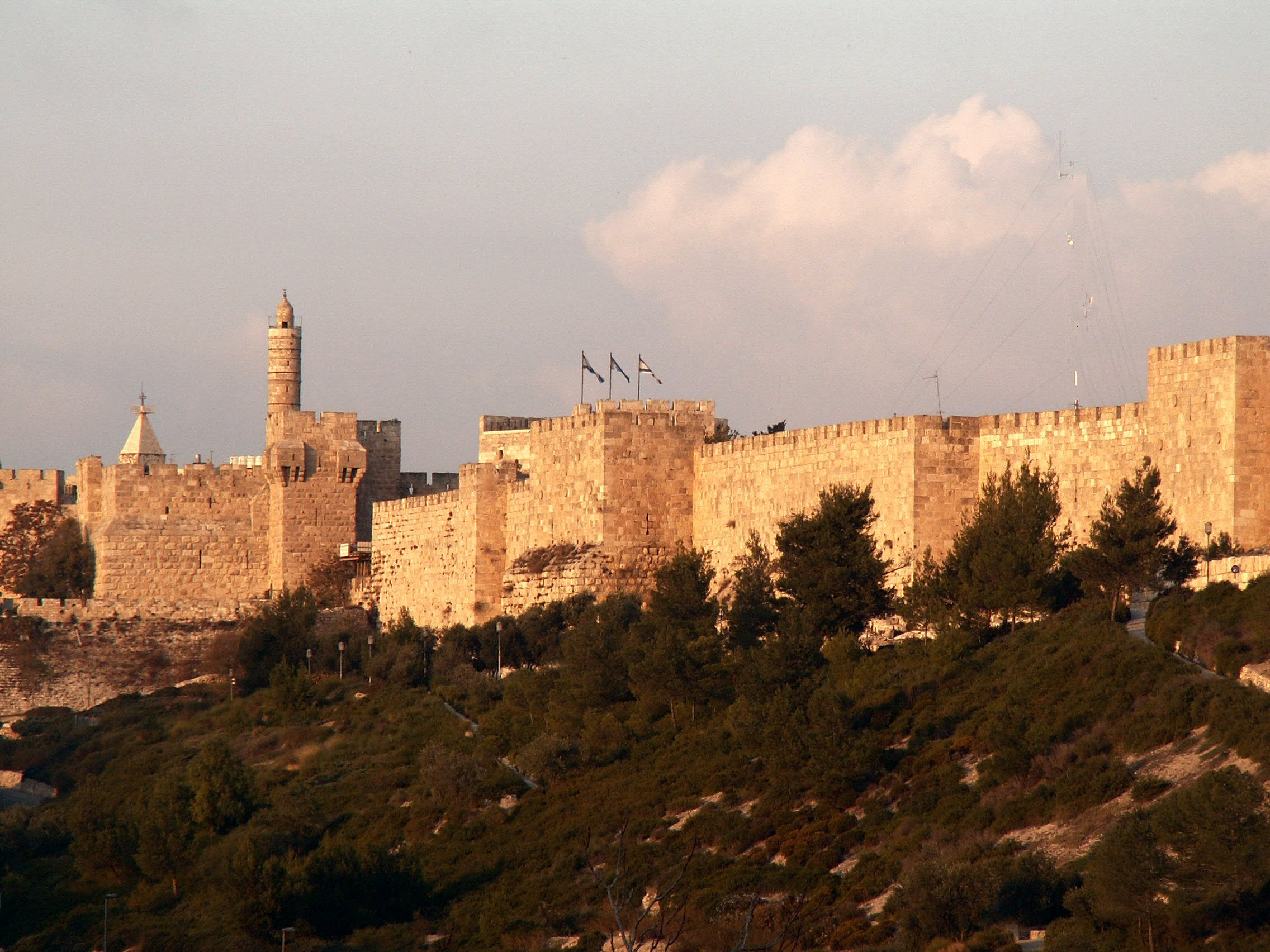
أعاد سليمان القانوني بناء أسوار القدس في أواسط عقد 1530

- يوليو 1516 - بدأ السلطان سليم الأول حربه على المماليك وغزا سوريا.
- 1517: استولى العثمانيون على القدس بعد أن هزم السلطان سليم الأول الأشرف قنصوه الغوري آخر سلطان المماليك في معركة مرج دابق في العام السابق. وتنصيب سليم الأول خليفة المسلمين.
- 1535-1538: أعاد السلطان سليمان القانوني بناء أسوار القدس.
- 1541: أغلق سليمان القانوني باب الرحمة لمنع دخول المسيح اليهودي حسب الخرافات في ذلك الوقت.
- 14 يناير 1546: هز زلزال مدمر بلاد الشام. وكان مركز الزلزال في نهر الأردن في موقع بين البحر الميت وبحيرة طبريا. وتضررت مدن القدس والخليل ونابلس وغزة ودمشق بشدة.

## القرن 17
- 1604: أول إرسالية محمية [الإنجليزية] متفق عليها بموجب امتيازات الدولة العثمانية، حيث وافق أحمد الأول على أن رعايا هنري الرابع ملك فرنسا لهم الحرية في زيارة الأماكن المقدسة في القدس. وبدأ المبشرون الفرنسيون السفر إلى القدس والمدن العثمانية الكبرى الأخرى.
- 1610: أول مطبعة عربية في العالم العربي أسسها رهبان موارنة في دير قزحيا.[1][2]
- 1622: هزم فخر الدين المعني أمير الشوف في جبل لبنان في معركة عنجر جيشا بقيادة والي دمشق مصطفى باشا.
- 1624: بسبب انشغالهم بالصفويين في إيران، وافق العثمانيون على جعل فخر الدين واليا على منطقة تمتد من حلب إلى العريش. خلال فترة حكمه أقام فخر الدين علاقات سياسية وثقافية مع أوروبا.
- 1633: قاد والي دمشق أحمد باشا الكجك حملة برية ضد فخر الدين تتألف من 80,000 مقاتل من الأتراك ورجال الولاة. وبحرية بقيادة أمير البحر جعفر باشا، واحتوت على عشرين مركبا حربيّا.[3]
- 1635: إعدام فخر الدين في الأستانة.[4]
- 1665-1663: ألقى شبتاي تسفي مؤسس السبتيين موعظة في القدس قبل أن يعود إلى موطنه إزمير حيث أعلن نفسه المسيح.

## القرن 18

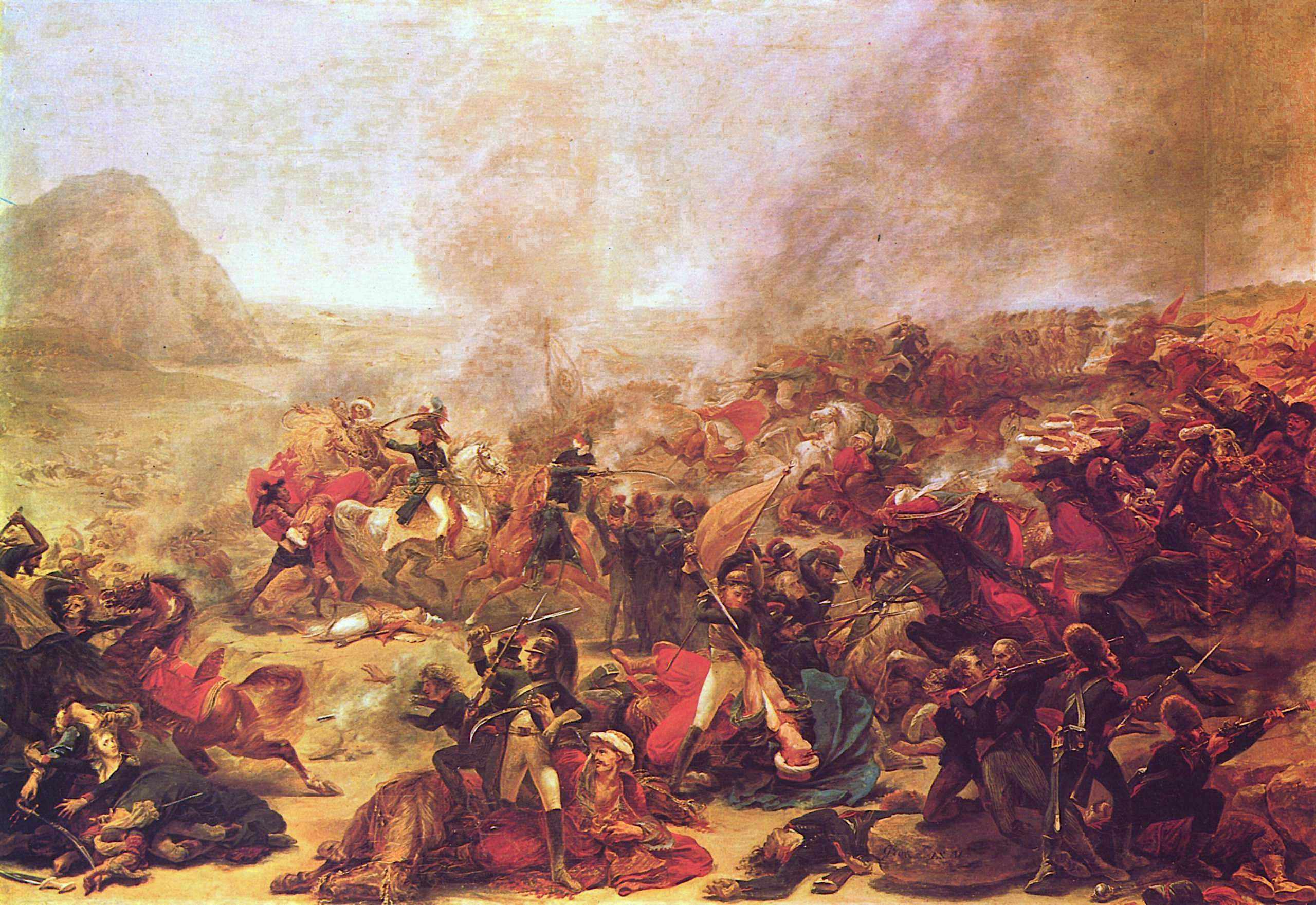
معركة الناصرة 8 أبريل 1799 بين جيش نابليون والجيش العثماني.

- 1700 : استقر الحاخام يهودا التقي ومعه 1000 من أتباعه في القدس.
- 30 أكتوبر 1759: ضرب زلزال مدمر الجليل. كان مركزه في نهر الأردن في موقع بين بحيرة طبريا وسهل الحولة. تضررت مدن صفد وطبرية وعكا وصيدا بشدة
- 3–7 مارس 1799: الحروب النابليونية: استولي نابليون على مدينة يافا بعد حصارها.
- 20 مارس –21 مايو 1799: الحروب النابليونية: فشل محاولة نابليون للاستيلاء على مدينة عكا.
- 8 أبريل 1799: الحروب النابليونية: معركة الناصرة
- 11 أبريل 1799: الحروب النابليونية: معركة قانا
- 16 أبريل 1799: الحروب النابليونية: معركة جبل طابور - دفع نابليون الجيش العثماني نحو نهر الأردن بعيدًا عن عكا.

## القرن 19

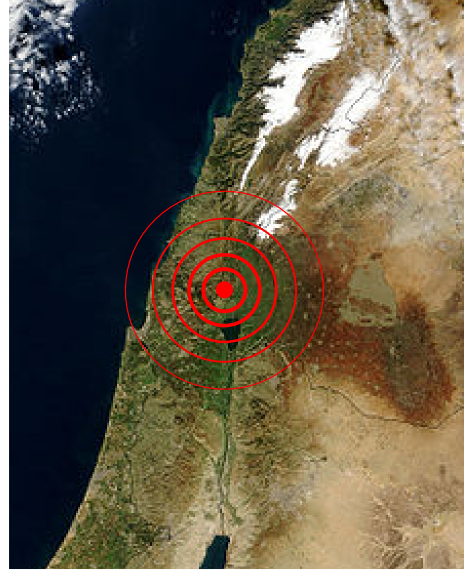
زلزال صفد 1837

- 1831: احتل محمد علي باشا سوريا بقوات مصرية مدربة من فرنسا.
- 1832: توجه الجيش المصري بقيادة إبراهيم باشا نحو الأناضول وهزم الجيش العثماني بقيادة الصدر الأعظم رشيد باشا في معركة قونية.
- 10 مايو 1832: استولى المصريون بمساعدة الموارنة على عكا من السلطنة العثمانية بعد حصار دام 7 أشهر.
- 1833: توسطت القوى الغربية في اتفاقية كوتاهيه. وتطلب الشروط من محمد علي سحب قواته من الأناضول واستلام أراضي سوريا وكريت والحجاز في المقابل.
- 1835-1834: تمرد الفلاحين الشوام (1834–1835) في سنجق القدس وإيالة صيدا إيالة حلب.
- 1 يناير 1837: زلزال صفد 1837 - هز زلزال مدمر منطقة الجليل وقتل الآلاف من الناس.[5]
- تمرد الدروز ضد سلطة إبراهيم محمد علي باشا، ولكن تم سحق التمرد.
- 1839: أجبرت المملكة المتحدة وبدعم من الإمبراطورية الروسية والنمساوية، أجبروا فرنسا في يوليو على التخلي عن مساعدة محمد علي، وإجباره بإعادة سوريا والجزيرة العربية إلى الدولة العثمانية.
- 15 يوليو 1840: توقيع اتفاقية لندن مع السلطان العثماني. التي أجبرت محمد علي على الانسحاب من سوريا العثمانية ومن الجزيرة العربية والمدن المقدسة وكريت وإيالة أضنة، وإعادة الأسطول العثماني. وأبقت حكمه وورثته على إيالة مصر وسلطنة دارفور.[6]
- 1840: بدأت إصلاحات التنظيمات بالتأثير في سوريا.
- 1840: اشتباكات طائفية في جبل لبنان بين الدروز والمسيحيين الموارنة.
- 1847: تأسست الرابطة السورية في بيروت.
- 1850 مذبحة للمسيحيين في ولاية حلب.
- 1860: تم بناء أول حي يهودي (مشكينوت شعنانيم) خارج أسوار البلدة القديمة في القدس.[7]
- 1860: اشتباكات بين الدروز والموارنة في جبل لبنان ودمشق.
- 9 حزيران 1861: تدخلت قوى أوروبية بقيادة فرنسا إلى جانب الموارنة وأجبرت العثمانيين على إقامة متصرفية جبل لبنان التي هيمن عليها الموارنة.
- 1868: تأسست الجامعة الأمريكية في بيروت تحت اسم الكلية السورية البروتستانتية.
- 1868: تأسست الجمعية العلمية السورية في بيروت.
- 1874: تحول سنجق القدس إلى متصرفية واكتسب وضعًا إداريًا خاصًا.[8]
- 1878-1877: أدت الحرب الروسية التركية إلى زيادة الضرائب في سوريا.
- 1903-1882: حدثت الهجرة الأولى التي هاجر فيها 25,000-35,000 يهودي إلى سوريا العثمانية.
- 1888-1887: تم تقسيم فلسطين العثمانية، حيث اقتطع سنجقا نابلس وعكا من ولاية سوريا وألحقا بولاية بيروت.
- 1893: دمر حريق جامع دمشق الكبير.
- 1895: إنشاء سكة حديد بيروت - دمشق.
- 29-31 أغسطس 1897: عقد المؤتمر الصهيوني الأول في بازل السويسرية، حيث تمت الموافقة على إعلان بازل الذي حدد أن الهدف النهائي للحركة الصهيونية هو إقامة وطن للشعب اليهودي في منطقة فلسطين مؤمنة بموجب القانون العام.
- 1898: زار القيصر الألماني فيلهلم القدس لتكريس الكنيسة اللوثرية للمنقذ. والتقي بثيودور هرتزل خارج أسوار المدينة.

## القرن 20

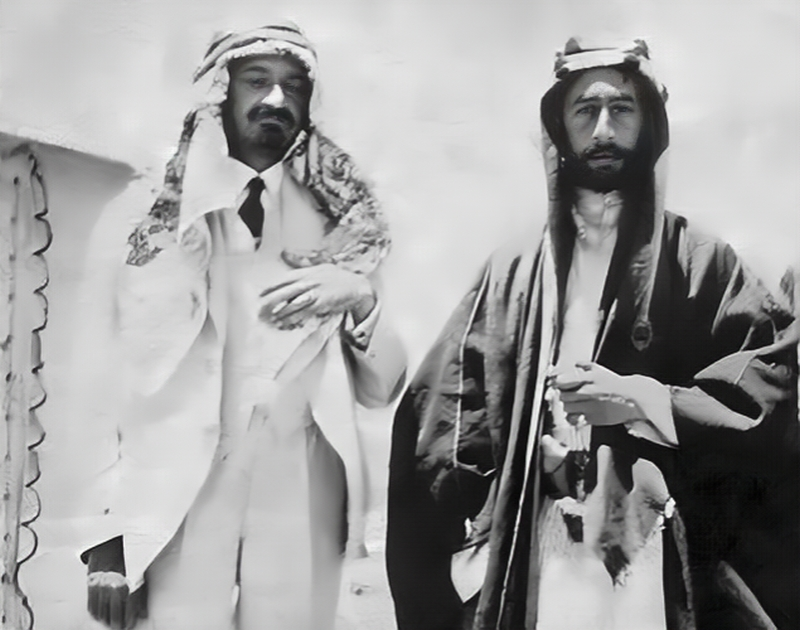
أول لقاء بين حاييم وايزمان (يرتدي الزي العربي علامة على الصداقة) والأمير الهاشمي فيصل في شرق الأردن في محاولة لإقامة علاقات مواتية بين العرب واليهود في الشرق الأوسط، يونيو 1918.

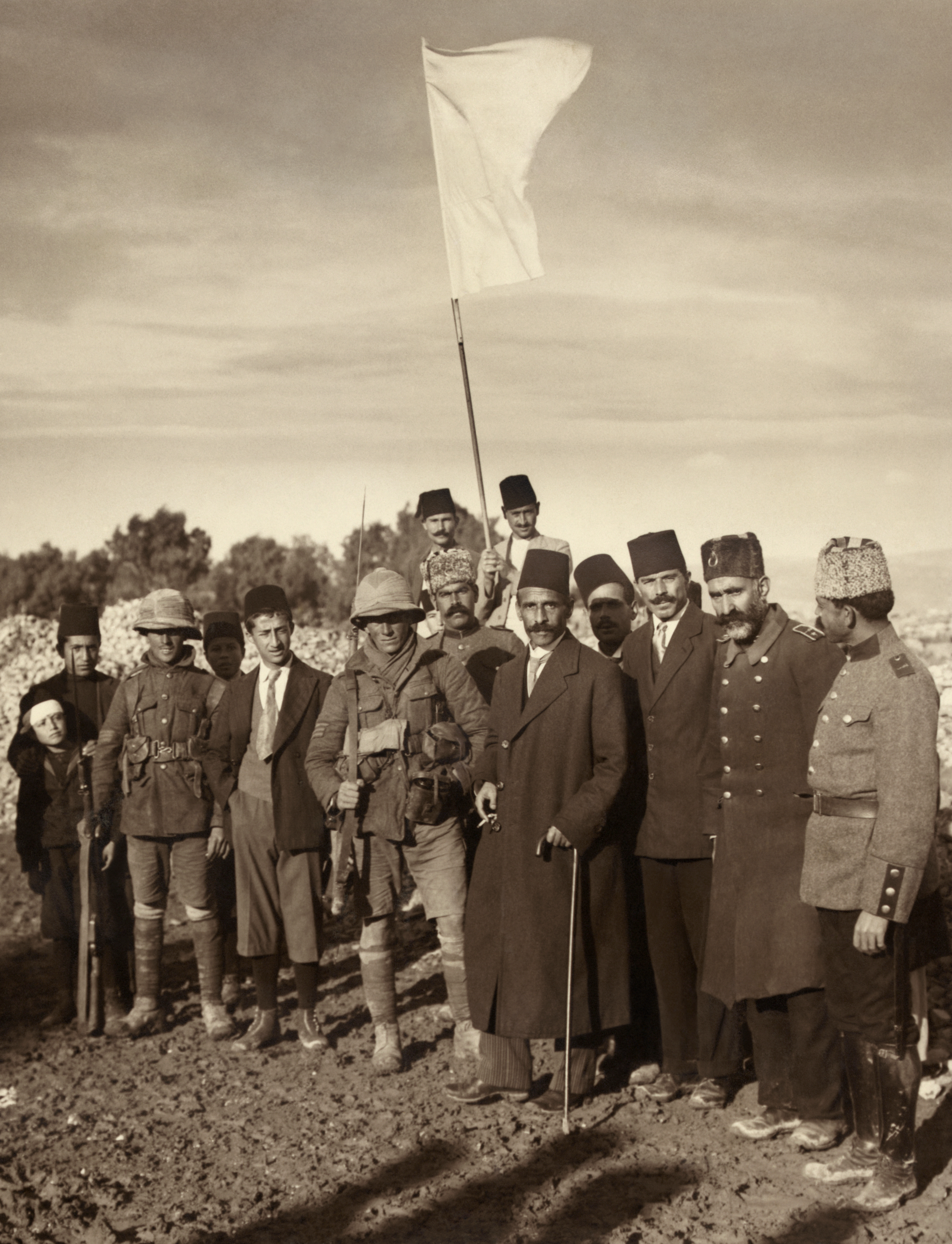
استسلام القدس للبريطانيين 9 ديسمبر 1917.

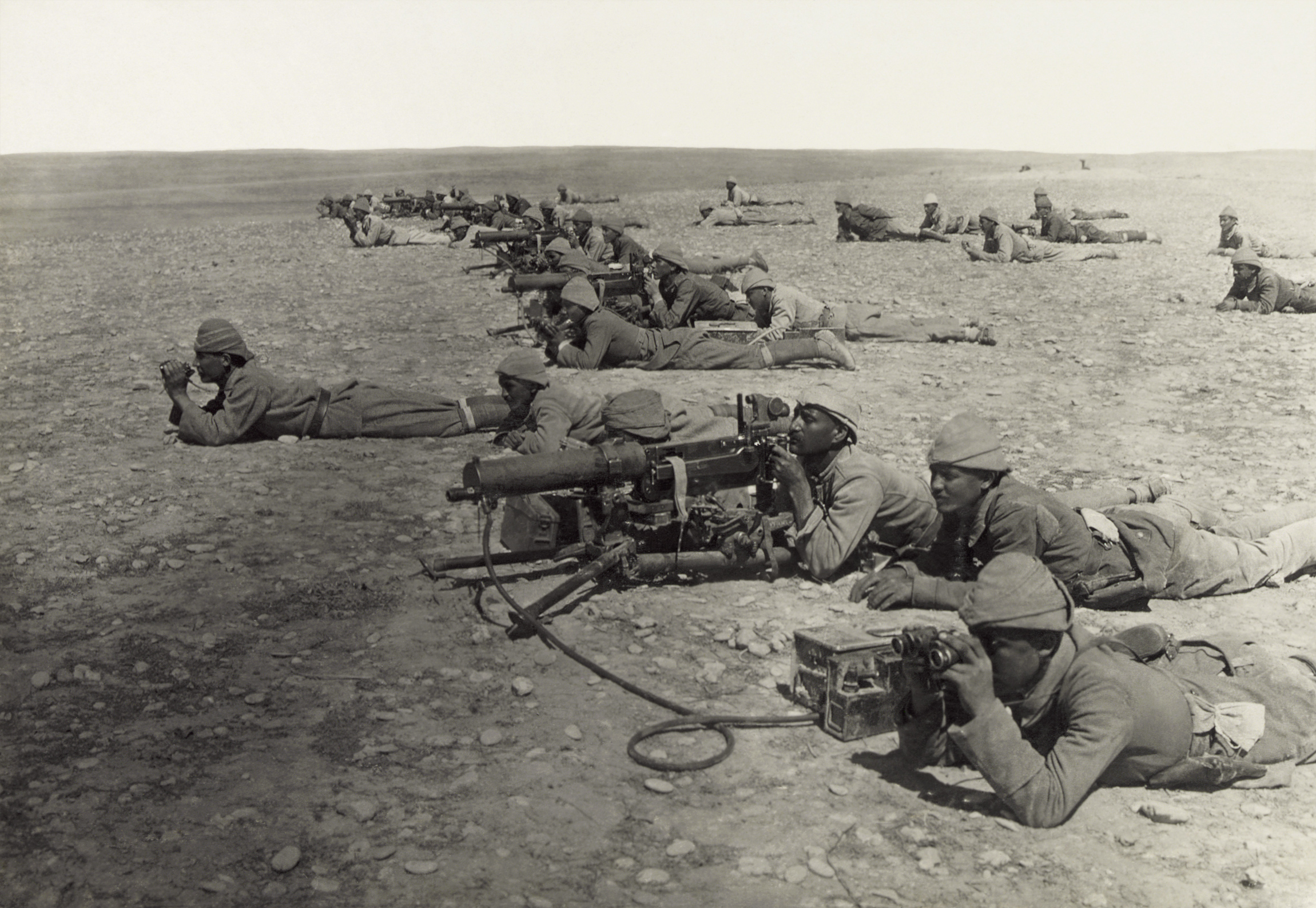
سلاح رشاش عثماني على خط تل الشريعة-غزة 1917.

- 1900–1908: سكة حديد الحجاز: إنشاء سكة حديد دمشق - المدينة المنورة.[9]
- 1901: تأسس الصندوق القومي اليهودي في المؤتمر الصهيوني الخامس في بازل بهدف شراء وتطوير الأراضي في منطقة الجليل الفلسطينية في سوريا العثمانية للاستيطان اليهودي.
- 1 سبتمبر 1908: افتتاح سكة حديد الحجاز.
- 11 أبريل 1909: تأسست تل أبيب على مشارف مدينة يافا الساحلية القديمة.
- مايو 1909: اندلاع تمرد دروز حوران.
- 1914:حارب العثمانيون إلى جانب قوى المركز في الحرب العالمية الأولى.
- 28 يناير –3 فبراير 1915: حملة سيناء وفلسطين البريطانية: حملة ترعة السويس الأولى - معارك بين القوات العثمانية والبريطانية فشل فيها الأتراك في محاولتهم الاستيلاء على قناة السويس أو تدميرها وأجبروا على سحب قواتهم. كانت القناة حيوية للمجهود الحربي البريطاني.
- مارس–أكتوبر1915: تفشي الجراد في فلسطين وسوريا.
- 1915–1917:أدت المجاعة في سوريا إلى وفاة ما يصل إلى 500,000 شخص بسبب النقص الحاد في الإمدادات.[10]
- 16 مايو 1916: أبرمت بريطانيا وفرنسا اتفاقية سايكس بيكو السرية، والتي حددت مناطق نفوذهما وسيطرتهما في غرب آسيا بعد الزوال المتوقع للسلطنة العثمانية بعد الحرب العظمى. لقد كان اتفاقًا تجاريًا إلى حد كبير مع منطقة كبيرة مخصصة لسيطرة غير مباشرة من خلال دولة عربية أو اتحاد دول عربية.
- يونيو 1916: دخل الشريف حسين شريف مكة في تحالف مع البريطانيين والفرنسيين ضد الدولة العثمانية، وسرعان ما أعلن بالثورة العربية الكبرى ضد الحكم العثماني.
- 9 يناير 1917: حملة سيناء وفلسطين: معركة رفح (1917) – هزمت قوات الإمبراطورية البريطانية الأتراك في رفح واستكملت إعادة احتلال شبه جزيرة سيناء.
- 26 مارس 1917: حملة سيناء وفلسطين: معركة غزة الأولى - فشل البريطانيون في التقدم إلى فلسطين بعد أن منع تقدمها 17,000 جندي تركي.
- 6 أبريل 1917: حملة سيناء وفلسطين: ترحيل تل أبيب ويافا [الإنجليزية] - قامت السلطات العثمانية بترحيل جميع السكان المدنيين في يافا وتل أبيب بناءً على أمر من أحمد جمال باشا، الحاكم العسكري لسوريا العثمانية خلال الحرب العالمية الأولى. على الرغم من السماح للمسلمين الذين تم إجلاؤهم بالعودة قبل فترة طويلة، لم يتمكن اليهود الذين تم إجلاؤهم من العودة إلا بعد دخول الإنجليز لفلسطين.[11]
- 19 أبريل 1917: حملة سيناء وفلسطين: معركة غزة الثانية - صد الأتراك الهجوم البريطاني على خط غزة-بئر السبع.
- 6 يوليو 1917: حملة سيناء وفلسطين: استولت القوات العربية بقيادة لورانس على العقبة من الأتراك، وضمت المنطقة إلى مملكة الحجاز بإدارة الأمير فيصل. ساعد الاستيلاء على العقبة على فتح خطوط إمداد من الوجه البحري للقوات العربية والبريطانية إلى الميدان شمالًا في شرق الأردن وفلسطين، والأهم من ذلك تخفيف تهديد أي هجوم تركي ضد قناة السويس ذات الأهمية الاستراتيجية.
- 31 أكتوبر 1917: حملة سيناء وفلسطين: معركة بئر السبع - استولت قوات الفرسان الأسترالية والنيوزيلندية على بئر السبع من الأتراك.
- 31 أكتوبر - 7 نوفمبر 1917: حملة سيناء وفلسطين: معركة غزة الثالثة - استولت القوات البريطانية على غزة وكسرت خطوط الدفاع العثمانية في جنوب فلسطين.
- 2 نوفمبر 1917: وعد بلفور الذي أعلنت فيه الحكومة البريطانية دعمها لإنشاء وطن قومي لليهود في فلسطين.
- 15 نوفمبر 1917: حملة سيناء وفلسطين: استولت القوات البريطانية على تل أبيب ويافا.
- 8-26 ديسمبر 1917: حملة سيناء وفلسطين: معركة القدس - هزمت القوات البريطانية العثمانيين في معركة القدس. ودخل قائد الجيش البريطاني اللنبي القدس سيرًا على الأقدام، في إشارة إلى دخول الخليفة عمر سنة 637.
- 4 أبريل 1918 - تم إصدار الطبعة الأولى من صحيفة هآرتس اليومية الصادرة باللغة العبرية برعاية الحكومة العسكرية البريطانية في فلسطين.[12]
- يونيو 1918 - أول لقاء بين الزعيم الصهيوني حاييم وايزمان ونجل شريف مكة الأمير فيصل الهاشمي الذي قاد القوات العربية في الثورة العربية ضد الدولة العثمانية خلال الحرب العالمية الأولى، والتي جرت في مقر فيصل في العقبة. في محاولة لإقامة علاقات إيجابية بين العرب واليهود في الشرق الأوسط.
- 14 يوليو 1918 - حملة سيناء وفلسطين: معركة أبو تيلول.
- 19 سبتمبر - 1 أكتوبر 1918 - حملة سيناء وفلسطين: معركة سهل نابلس.
- 23 يوليو 1918 - حملة سيناء وفلسطين: انتهاء معركة حيفا باحتلال المدينة.
- 26 سبتمبر 1918: دخلت قوات الثورة العربية دمشق برفقة القوات البريطانية منهية 400 عام من الحكم العثماني.
- 30 سبتمبر 1918: ألغيت متصرفية جبل لبنان بعد هروب ممتاز بك آخر متصرفين جبل لبنان.
- 3-1 أكتوبر 1918 – دخلت قوات الثورة العربية بقيادة الأمير فيصل دمشق.[13] وفي 1920 أصبح الأمير فيصل ملكاً للمملكة العربية السورية لفترة قصيرة.
- 30 أكتوبر 1918: انتهت حملة سيناء وفلسطين البريطانية رسميًا بتوقيع هدنة مودروس، وبعدها بوقت قصير تفككت الدولة العثمانية.